# Clouston Creek
Clouston Creek är ett vattendrag i Kanada.   Det ligger i provinsen Alberta, i den centrala delen av landet, 3 100 km väster om huvudstaden Ottawa.
I omgivningarna runt Clouston Creek växer i huvudsak blandskog. Trakten runt Clouston Creek är nära nog obefolkad, med mindre än två invånare per kvadratkilometer.